# Das Liebesmahl der Apostel

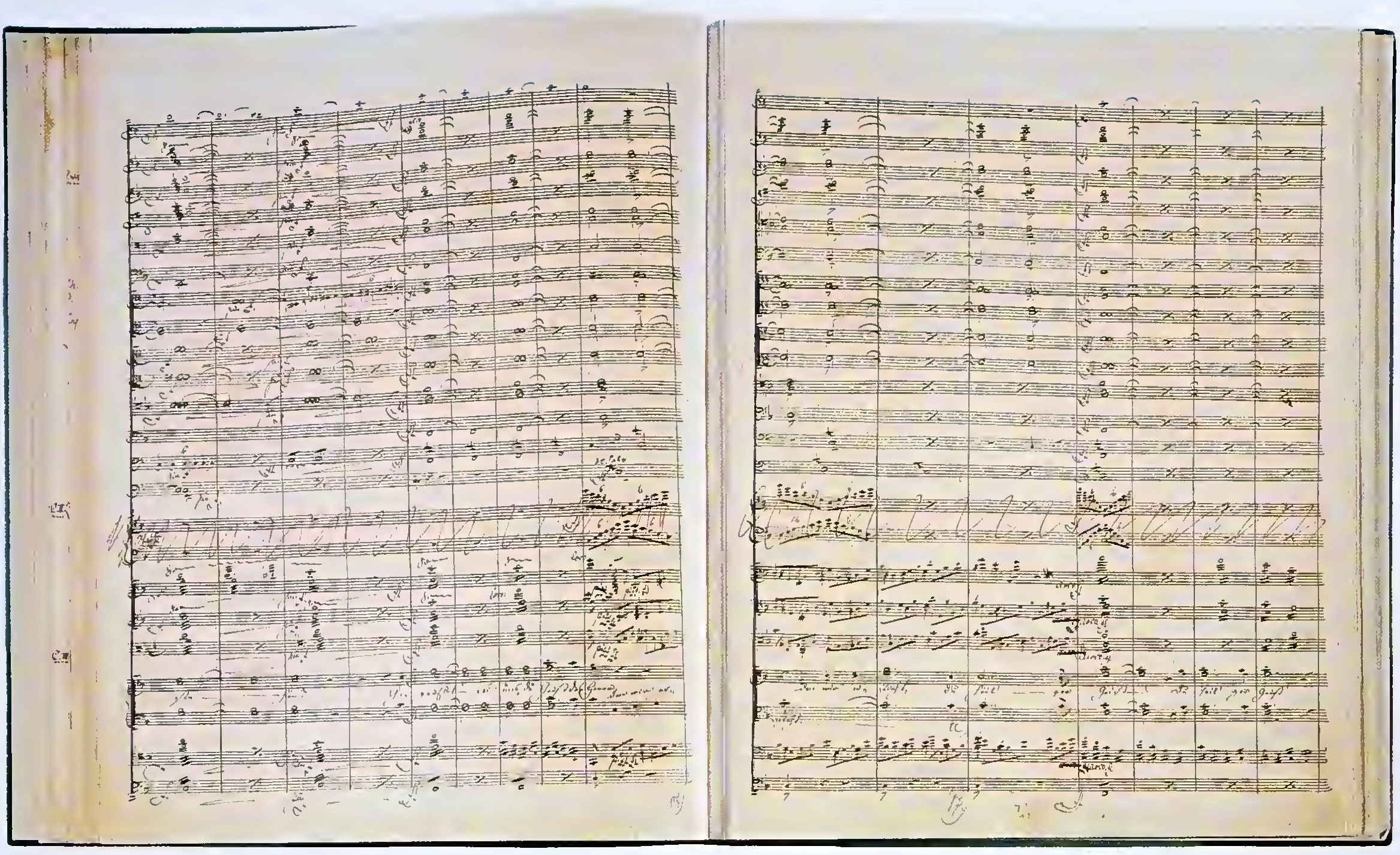
Das Liebesmahl der Apostel. Autograph von 1843

Das Liebesmahl der Apostel ist ein der Kantatenform vergleichbares Werk für Männerchor und Orchester von Richard Wagner. Es basiert auf einer biblischen Szene der Apostelgeschichte und ist unter den wenigen Chorwerken Wagners das einzige geistliche.

## Entstehung und Rezeption
Der Komposition des Werkes ging Wagners Übersiedlung von Paris nach Dresden 1842 voraus. Am 2. Februar 1843 wurde Wagner Königlich Sächsischer Hofkapellmeister und erklärte sich bereit, bei dem für Juli vorgesehenen großen Sängerfest in Dresden die Stelle des Chefdirigenten der Dresdner Liedertafel zu übernehmen. Wagner wurde mit der Komposition eines neuen, knapp halbstündigen Werkes beauftragt, das am Gesangsfest durch alle sächsischen Männerchöre aufgeführt werden sollte. In der Folge unterbrach Wagner seine Arbeit an der Oper Tannhäuser und verfasste einen Text auf der Grundlage einer Passage aus der Apostelgeschichte, in welcher die Pfingstgeschehnisse um die Erscheinung des Heiligen Geists nacherzählt werden. Im Frühling erfolgte die rasche Vertonung; als Besetzung legte Wagner drei Männerchöre (je TTBB), zwölf Apostel (12B), einen Himmelschor (16T, 12Bar, 12B) sowie ein großes Orchester mit vierfachem Holz, einem großen Blechkontingent inklusive Serpent, großes Streicherensemble, vier Pauken und zwei Harfen fest. Am 6. Juli 1843 wurde das Werk in der Frauenkirche in Dresden unter Mitwirkung von 1200 Sängern und 100 Orchestermitgliedern uraufgeführt.
Das Werk wurde vom Publikum begeistert aufgenommen und in der Folge von den Verlagen Breitkopf & Härtel und Novello mehrfach herausgegeben. Während das Stück sich bis zur Jahrhundertwende im Repertoire vieler deutscher Männergesangsvereine hielt, war Wagner selbst von der Uraufführung des Werkes nicht sonderlich erfreut, sprach später nur geringschätzig über das Werk und führte es selbst nicht mehr auf. Von der Dresdner Liedertafel konnte er sich lösen, indem er das Dirigat an seinen Freund Ferdinand Hiller weitergab.
Als bemerkenswerter Effekt ist der verspätete Orchestereinsatz zu erwähnen. Die ersten etwa 16 Minuten singen die Chöre a cappella, bis das Orchester bei der Erscheinung des Heiligen Geistes einsetzt. Die geheimnisvolle Wirkung der mehrfach in die Höhe der Kirche auf verschiedenen Emporen bis in die Kuppel hinein verteilten und zum Teil unsichtbar postierten Chöre versuchte Wagner später in Parsifal erneut zu erzielen.
Das Werk ist Charlotte Emilie Weinlig geb. Treitschke (1787–1873), Witwe von Christian Theodor Weinlig, gewidmet.

## Diskographie

### Auswahl
- Wyn Morris, Symphonica of London. Symphonica Productions 1978
- Pierre Boulez, London Symphony Orchestra. Sony Music 1992.
- Christian Thielemann, Staatskapelle Dresden. Live-Mitschnitt aus der Frauenkirche Dresden vom 8. Mai 2013. Profil Günter Hännsler 2016.